# 宋树新
宋树新（1959年—），山东蒙阴人，汉族，中华人民共和国政治人物、第十二届全国人民代表大会辽宁地区代表。
毕业于鞍山钢铁学院冶金机械专业，加入中国共产党。2013年，被选为全国人大代表。2016年因涉嫌贿选被认定当选无效。